# Trophée Honken
Le trophée Honken — Honkens trofé en suédois — est un trophée de hockey sur glace de Suède. Il est remis annuellement depuis la saison 2001-2002 au meilleur gardien de la première division suédoise, l'Elitserien. Son nom vient du joueur Leif Holmqvist.
Le récipiendaire est choisi chaque année par l'ensemble des journalistes de la ligue et par l'organisation du championnat.

## Récipiendaires
- 2002 – Stefan Liv, HV 71[2]
- 2003 – Henrik Lundqvist, Västra Frölunda HC
- 2004 – Henrik Lundqvist, Västra Frölunda HC
- 2005 – Henrik Lundqvist, Frölunda HC[3]
- 2006 – Johan Holmqvist, Brynäs IF
- 2007 – Erik Ersberg, HV 71[4]
- 2008 – Daniel Larsson, Djurgårdens IF[5]
- 2009 – Johan Holmqvist, Frölunda HC[6]
- 2010 – Jacob Markström, Brynäs IF
- 2011 – Viktor Fasth, AIK IF
- 2012 – Viktor Fasth, AIK IF
- 2013 – Gustaf Wesslau, HV 71
- 2014 – Linus Ullmark, Modo Hockey
- 2015 – Joel Lassinantti, Luleå HF
- 2016 – Markus Svensson, Skellefteå AIK
- 2017 – Oscar Alsenfelt, Malmö Redhawks
- 2018 – Viktor Fasth, Växjö Lakers HC
- 2019 - Adam Reideborn, Djurgården IF
- 2020 - Non remis
- 2021 - Viktor Fasth, Växjö Lakers HC
- 2022 - Jhonas Enroth, Örebro HK
- 2023 - Linus Söderström, Skellefteå AIK